# Jaromír Čičatka
Jaromír Čičatka (* 19. březen 1939 Prešov) je akademický malíř. Studoval a působil v Česku.
V letech 1968–1973 studoval v Praze na Akademii výtvarných umění v ateliéru profesora Jana Smetany. Od 70. let 20. století se věnoval monumentální tvorbě. Působí v ústeckém Svazu českých výtvarných umělců.

## Díla
- Leptané vitráže pro budovu Ústavu nerostných surovin v Kutné Hoře[3]

- Mozaika Mechanika v Mostě
- Mozaika na základní škole v ulici J. A. Komenského v Mostě[4]
- Krajina v Krupce (1989)[5]

## Galerie

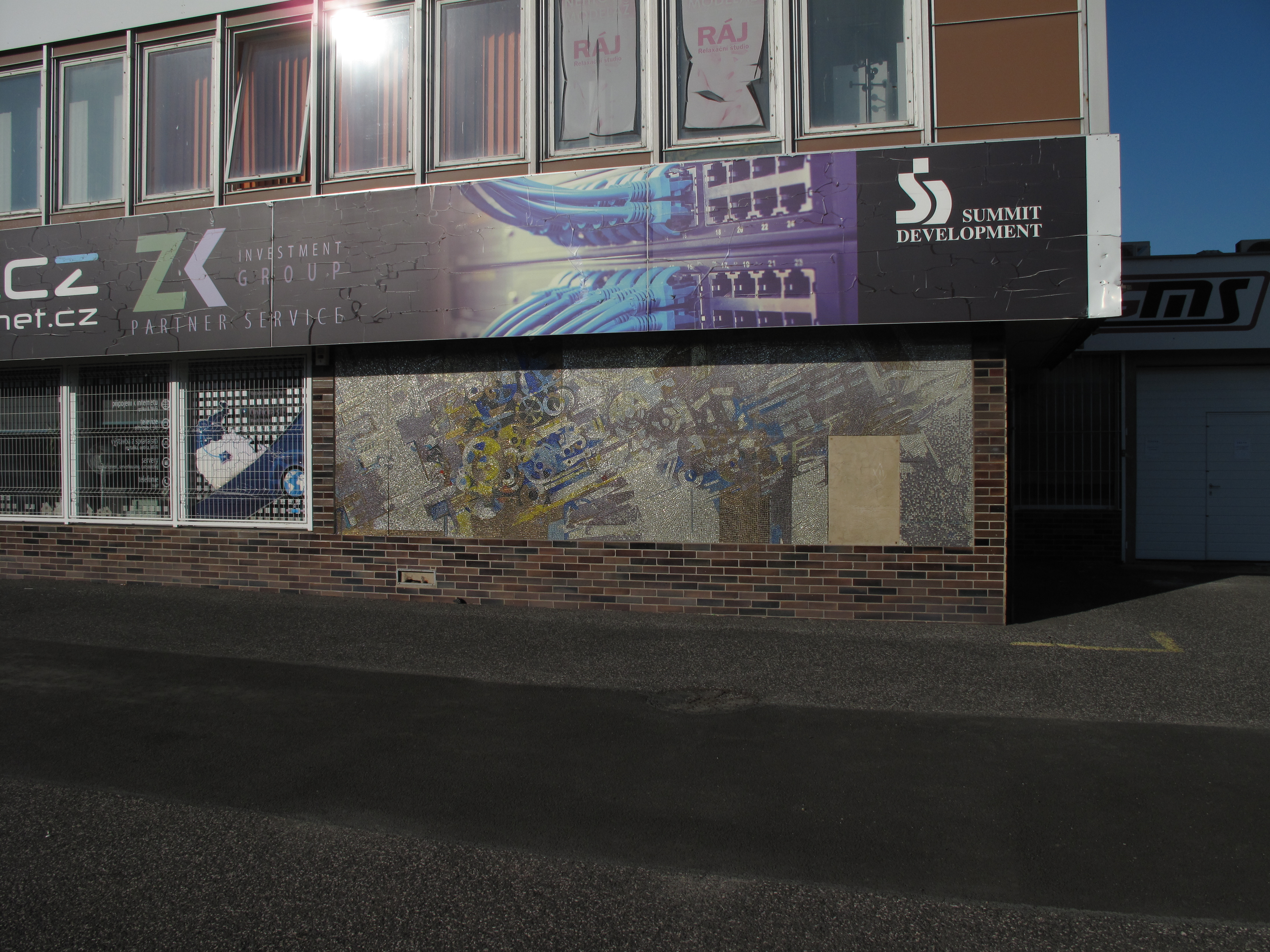
Skleněná mozaika Mechanika, 1987, na domě v ulici U Stadionu v Mostě
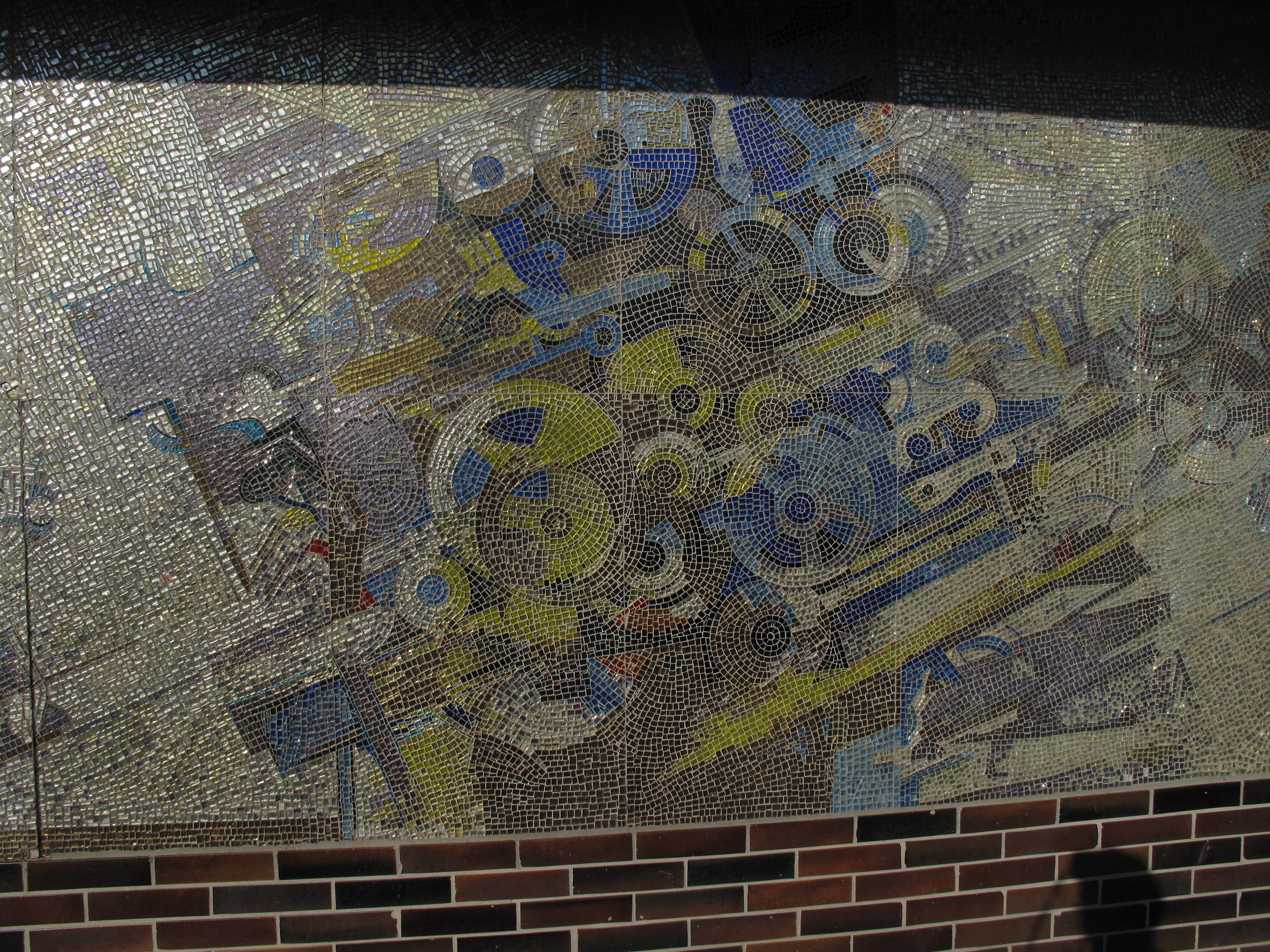
Detail mozaiky
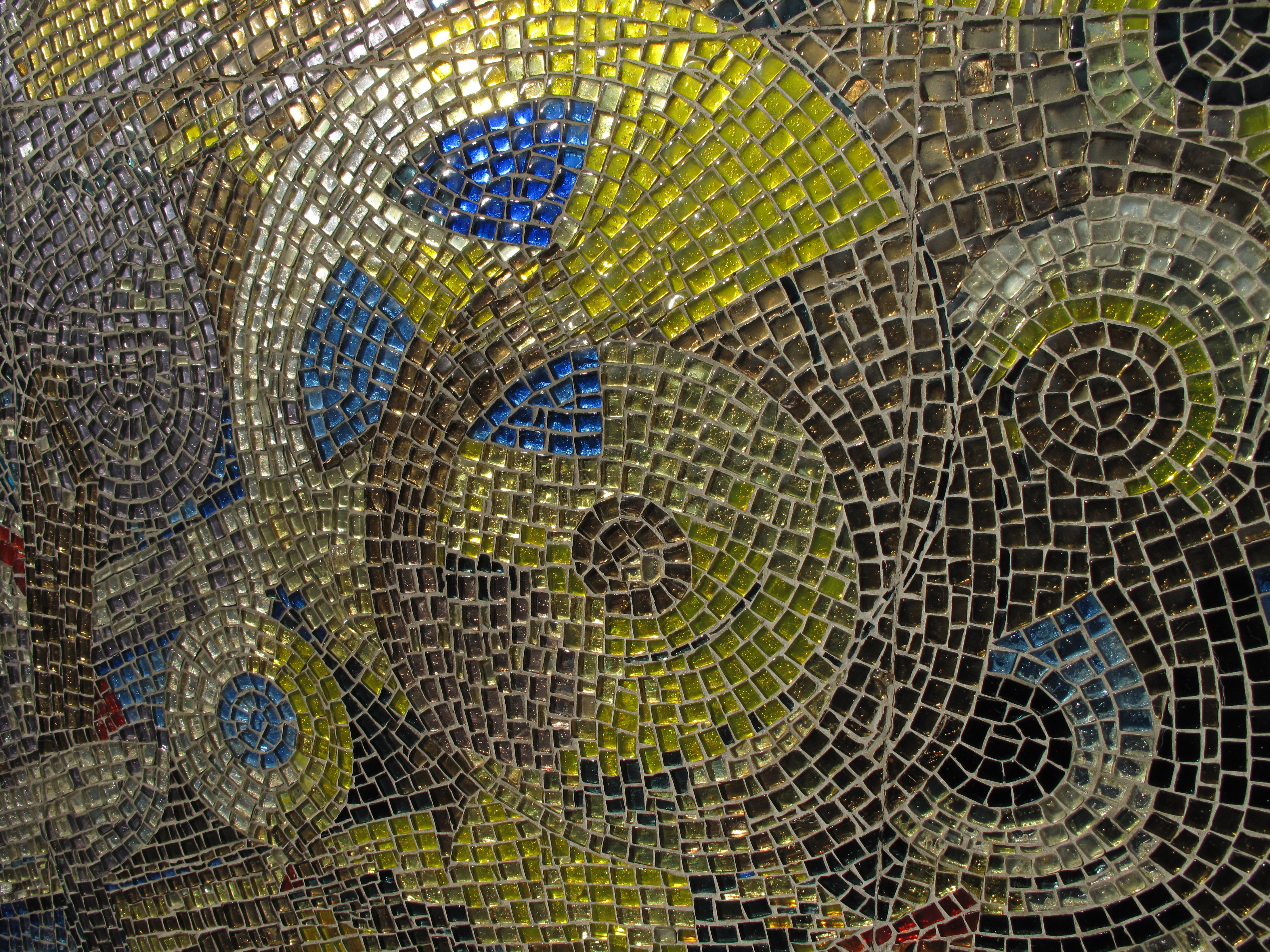
Jiný detail
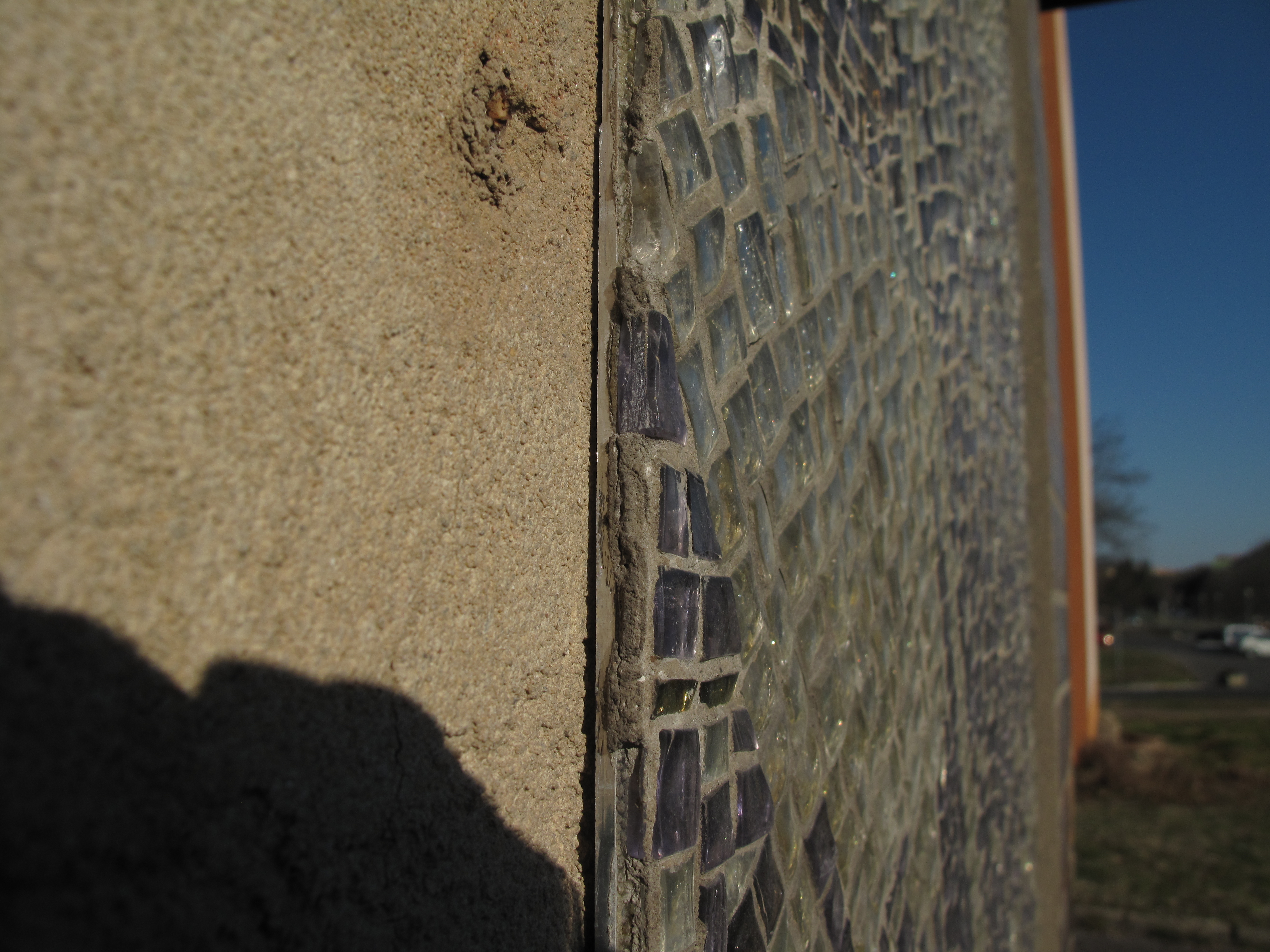
Přilepení na desku